# Супституција (психологија)
Супституција је у психоанализи, несвесни механизам замене неког објекта или циља нагона/афекта који је забрањен или недоступан, неким другим допуштеним или доступним, али удаљеним од изворног. У психологији, свесни когнитивни процес замене, у складу са датим правилима, једног симбола неким другим.